# Арнолд Вослу
Арнолд Вослу (афр. Arnold Vosloo, Преторија, Гаутенг, 16. јун 1962) је јужноафричко-амерички глумац. Широку популарност стекао је након рада у филмовима Тешка мета, Мумија и Повратак мумије.
Почетком 1990-их глумио је са еминентним редитељима – у филму 1492: Освајање раја Ридлија Скота, телевизијској серији Дневници црвених ципела Залмана Кинга и филму Тешка мета Џона Вуа (заједно са Жан-Клодом Ван Дамом и Ленсом Хенриксеном). Године 1999. изашао је филм Мумија, где је Вослу већ имао главну улогу, која је постала његова „визит карта” - подмукли свештеник и чувар мртвог Имхотепа. Успех овог филма обезбедио је Арнолду Вослу улоге у следећим великим пројектима, Крвави дијамант у режији Едварда Звика, Агент Коди Бенкс Харалда Цварта. Године 2009. и 2013. играо је улогу Зартана у Џи Ај Џо: Успон Кобре и Џи Ај Џо: Одмазда.